# Тульга
Тульга (Фулько) — король вестготов в 639—642 годах. Сын Хинтилы, наследовал престол в молодых годах.

## Биография
Тульга проводил, как кажется, довольно мягкую политику, что, возможно, объясняется его определённой наивностью и слабостью характера. Оставил после себя положительное впечатление у потомков; автор Мосарабской хроники, написанной сто лет спустя, называет его «мужем добрым и благородным».
Однако, несмотря на его добродушие, по прошествии двух лет правления, в 642 году, против него возник заговор. Во главе мятежников встал Хиндасвинт, которому к тому времени исполнилось 79 лет. Франкский хронист Фредегар отмечает, что не управляемый твёрдой рукой готский народ пришёл в беспокойство, и на собрании многих готских сенаторов и прочего народа один из магнатов по имени Хиндасвинт был избран королём Испании. Местом проведения этого собрания была названа Pampale, которая отождествляется с Пампльегой (пров. Бургос), хотя, не исключено, что это могла быть и Памплона. В любом случае, восстание началось от границ Страны васконов, против которых, видимо, и был послан сражаться Хиндасвинт. Видимо, опираясь на армию, Хиндасвинт и провозгласил себя королём.

Золотой триенс Тульги. Монетный двор Толедо. Вес — 1.43 г Диаметр — 19 мм. Надпись на аверсе: TULGAN REX (Тульга король). Надпись на реверсе: TOLETO PIVS (Толедо. Благочестивый)

О конце правления Тульги сохранилось два противоречивых предания. Какое из них является более правильным, выяснить не представляется возможным из-за недостатка достоверных источников.
Если верить монаху Сигеберту из Жамблу, писателю XI века, автору богословских и исторических сочинений, то получается, что мятежник Хиндасвинт, усилившись поддержкой других дворян, явился в Толедо, где захватил Тульгу (которого тот называет Толганом) и вынудил его постричься в монахи, лишив тем самым прав на престол . О принятии пострига Тульгой говорит и Фредегар. Дальнейшая судьба Тульги не известна.
Однако Ильдефонс Толедский даёт совсем другой взгляд на те же события. Мятежник Хиндасвинт получил некоторую поддержку знати, но, не располагая одобрением духовенства, потерпел неудачу. Тульге удалось сохранить трон, а Хиндасвинт продолжал пребывать в качестве мятежника, до тех пор, пока смерть короля вследствие болезни не позволила претенденту заставить признать себя монархом всю знать и духовенство.
Тульга правил 2 года и 4 месяца.